# La Vila (Prats de Lluçanès)
La Vila és una obra de Prats de Lluçanès (Osona) inclosa a l'Inventari del Patrimoni Arquitectònic de Catalunya.

## Descripció
La construcció més antiga de la Vila és petita i quadrangular. Consta de planta baixa i dos pisos, està coberta amb teulada a dues vessants amb desaigua a la façana principal. Els murs són de grans blocs de pedra irregulars. A la façana principal hi ha una portalada adovellada i a sobre una finestra amb cantoneres de pedra treballada i a dalt una de més petita. A la part posterior hi ha dos contraforts. A la banda dreta hi ha una galeria i una llissa amb cots al voltant. Davant de la casa hi ha una era amb la que es comunica a través d'unes escales.

## Història
Trobem documentada la casa el 1860, quan el Nomenclàtor de la província de Barcelona cita la Vila de Llanars.